# Cohors II Aurelia Nova
Die Cohors II Aurelia Nova [milliaria] [equitata] [civium Romanorum] [Antoniniana] [Severiana Alexandriana] (deutsch 2. Kohorte die Aurelische die Neue [1000 Mann] [teilberitten] [der römischen Bürger] [die Antoninianische] [die Severianische Alexandrianische]) war eine römische Auxiliareinheit. Sie ist durch Militärdiplome und Inschriften belegt. In den Militärdiplomen wird sie als Cohors II Nova bezeichnet.

## Namensbestandteile
- Aurelia: Die Ehrenbezeichnung bezieht sich auf Mark Aurel.

- Nova: die Neue.

- milliaria: 1000 Mann. Je nachdem, ob es sich um eine Infanterie-Kohorte (Cohors milliaria peditata) oder einen gemischten Verband aus Infanterie und Kavallerie (Cohors milliaria equitata) handelte, lag die Sollstärke der Einheit entweder bei 800 oder 1040 Mann. Der Zusatz kommt in Inschriften[1] vor; in einigen Inschriften wird statt milliaria das Zeichen {\displaystyle \infty } verwendet.

- equitata: teilberitten. Die Einheit war ein gemischter Verband aus Infanterie und Kavallerie. Der Zusatz kommt in Inschriften[2] vor.

- civium Romanorum: der römischen Bürger. Den Soldaten der Einheit war das römische Bürgerrecht zu einem bestimmten Zeitpunkt verliehen worden. Für Soldaten, die nach diesem Zeitpunkt in die Einheit aufgenommen wurden, galt dies aber nicht. Sie erhielten das römische Bürgerrecht erst mit ihrem ehrenvollen Abschied (Honesta missio) nach 25 Dienstjahren. Der Zusatz kommt in Militärdiplomen von 96 bis 115 n. Chr. sowie in Inschriften[3] vor.

- Antoniniana: die Antoninianische. Eine Ehrenbezeichnung, die sich auf Caracalla (211–217) oder auf Elagabal (218–222) bezieht. Der Zusatz kommt in einer Inschrift[4] vor.

- Severiana Alexandriana: die Severianische Alexandrianische. Eine Ehrenbezeichnung, die sich auf Severus Alexander (222–235) bezieht. Der Zusatz kommt in zwei Inschriften[5][A 2][A 3] vor.

Die Einheit war eine Cohors milliaria equitata. Die Sollstärke der Einheit lag bei 1040 Mann, bestehend aus 10 Centurien Infanterie mit jeweils 80 Mann sowie 8 Turmae Kavallerie mit jeweils 30 Reitern.

## Geschichte
Die Kohorte war in den Provinzen Moesia superior und Pannonia inferior stationiert. Sie ist auf Militärdiplomen für das Jahr 193 n. Chr. aufgeführt.
Die Einheit wurde durch Mark Aurel (161–180) aufgestellt. Der erste Nachweis in Moesia superior beruht auf einer Inschrift, die auf 179 datiert ist und die belegt, dass die Einheit in ihrem Lager ein Valetudinarium errichtet hat. Zu einem unbestimmten Zeitpunkt wurde die Kohorte nach Pannonia inferior verlegt, wo sie durch Diplome belegt ist, die auf 193 datiert sind. In den Diplomen wird die Kohorte als Teil der Truppen (siehe Römische Streitkräfte in Pannonia) aufgeführt, die in der Provinz stationiert waren.
Danach wurde die Kohorte erneut nach Moesia superior verlegt; der letzte Nachweis der Einheit in der Provinz beruht auf einer Inschrift, die auf 222/235 datiert wird.

## Standorte
Standorte der Kohorte in der Provinz Moesia superior waren möglicherweise:
- Guberevac: Inschriften[11] wurden hier gefunden.
- Stojnik: Inschriften[12] wurden hier gefunden.

## Angehörige der Kohorte
Folgende Angehörige der Kohorte sind bekannt:

### Kommandeure
| - [C]aesen[ni]us Nigri[nus], ein Tribun (IMS-01, 00110) - C(aius) Servilius Diodorus, ein Präfekt (AE 1998, 282) | - T(itus) Bebenius Iustus, ein Präfekt (CIL 3, 14537) |

### Sonstige
| - [?] (AE 1955, 65) - Aurel(ius) Acutio, ein Soldat (IMS-01, 00118) - Aur(e)l(ius) Victor, ein Soldat und Cornicularius (CIL 03, 14217,06) - Marc[i]an[u]s (AE 1910, 98) | - Publius Aelius Victorinus, ein Veteran (IMS-01, 00120) - [S]cribonius Faustus, ein Veteran (CIL 3, 14545) - Septimiu[s Vo]lusanus T[] (CIL 3, 14541) |